# اینکستر (میشیگان)
اینکستر، میشیگان (به انگلیسی: Inkster, Michigan) یک شهر در ایالات متحده آمریکا با جمعیت ۲۵٬۳۶۹ نفر است که در میشیگان واقع شده‌است.